# Mistrzostwa Azji w Piłce Siatkowej Kobiet 2011
Mistrzostwa Azji w piłce siatkowej kobiet 2011 – 16 finał Mistrzostw Azji w piłce siatkowej kobiet, które we wrześniu 2011 odbędą się w Tajpej na Tajwanie. Weźmie w nich udział 14 czołowych krajowych reprezentacji. 

## Rozgrywki grupowe
| Grupa A                              | Grupa B                           | Grupa C                                       | Grupa D                                                 |
| ------------------------------------ | --------------------------------- | --------------------------------------------- | ------------------------------------------------------- |
| Chińskie Tajpej · Indonezja · Iran · | Australia · Tajlandia · Wietnam · | Chiny · Indie · Kazachstan · Korea Północna · | Japonia · Korea Południowa · Sri Lanka · Turkmenistan · |

## Pierwsza faza grupowa

### Grupa A
- 15 września

|                 |     |           |                      |  |
| Chińskie Tajpej | 3:0 | Indonezja | (25:8, 25:12, 25:15) |  |

- 16 września

|      |     |                 |                       |  |
| Iran | 0:3 | Chińskie Tajpej | (13:25, 20:25, 16:25) |  |

- 17 września

|           |     |      |                                     |  |
| Indonezja | 2:3 | Iran | (25:20, 27:29, 24:26, 25:23, 11:15) |  |

| Poz. | Reprezentacja   | Pkt | Mecze | Mecze | Mecze | Sety | Sety | Sety  | Małe punkty | Małe punkty | Małe punkty |
| Poz. | Reprezentacja   | Pkt | M     | Z     | P     | wyg. | prz. | ratio | zdob.       | str.        | ratio       |
| ---- | --------------- | --- | ----- | ----- | ----- | ---- | ---- | ----- | ----------- | ----------- | ----------- |
| 1    | Chińskie Tajpej | 6   | 2     | 2     | 0     | 6    | 0    | MAX   | 150         | 84          | 1,786       |
| 2    | Iran            | 2   | 2     | 1     | 1     | 3    | 5    | 0,600 | 162         | 187         | 0,886       |
| 3    | Indonezja       | 1   | 2     | 0     | 2     | 2    | 6    | 0,333 | 147         | 188         | 0,782       |

Legenda: Poz. – pozycja, Pkt – liczba punktów, M – liczba meczów, Z – mecze wygrane, P – mecze przegrane, wyg. – sety wygrane, prz. – sety przegrane, zdob. – małe punkty zdobyte, str. – małe punkty stracone

### Grupa B
- 15 września

|         |     |           |                      |  |
| Wietnam | 0:3 | Tajlandia | (15:25, 25:27, 8:25) |  |

- 16 września

|           |     |         |                              |  |
| Australia | 1:3 | Wietnam | (25:21, 24:26, 20:25, 20:25) |  |

- 17 września

|           |     |           |                       |  |
| Tajlandia | 3:0 | Australia | (25:11, 25:19, 25:19) |  |

| Poz. | Reprezentacja | Pkt | Mecze | Mecze | Mecze | Sety | Sety | Sety  | Małe punkty | Małe punkty | Małe punkty |
| Poz. | Reprezentacja | Pkt | M     | Z     | P     | wyg. | prz. | ratio | zdob.       | str.        | ratio       |
| ---- | ------------- | --- | ----- | ----- | ----- | ---- | ---- | ----- | ----------- | ----------- | ----------- |
| 1    | Tajlandia     | 6   | 2     | 2     | 0     | 6    | 0    | MAX   | 152         | 97          | 1,567       |
| 2    | Wietnam       | 3   | 2     | 1     | 1     | 3    | 4    | 0,750 | 145         | 166         | 0,873       |
| 3    | Australia     | 0   | 2     | 0     | 2     | 1    | 6    | 0,167 | 138         | 172         | 0,802       |

Legenda: Poz. – pozycja, Pkt – liczba punktów, M – liczba meczów, Z – mecze wygrane, P – mecze przegrane, wyg. – sety wygrane, prz. – sety przegrane, zdob. – małe punkty zdobyte, str. – małe punkty stracone

### Grupa C
- 15 września

|            |     |       |                              |  |
| Kazachstan | 3:1 | Indie | (22:25, 27:25, 25:19, 25:10) |  |

|                |     |       |                       |  |
| Korea Północna | 0:3 | Chiny | (19:25, 15:25, 15:25) |  |

- 16 września

|                |     |            |                              |  |
| Korea Północna | 3:1 | Kazachstan | (19:25, 25:20, 25:23, 25:21) |  |

|       |     |       |                       |  |
| Chiny | 3:0 | Indie | (25:20, 25:15, 25:12) |  |

- 17 września

|       |     |                |                             |  |
| Indie | 1:3 | Korea Północna | (25:17, 21:25, 9:25, 22:25) |  |

|            |     |       |                       |  |
| Kazachstan | 0:3 | Chiny | (14:25, 17:25, 13:25) |  |

| Poz. | Reprezentacja  | Pkt | Mecze | Mecze | Mecze | Sety | Sety | Sety  | Małe punkty | Małe punkty | Małe punkty |
| Poz. | Reprezentacja  | Pkt | M     | Z     | P     | wyg. | prz. | ratio | zdob.       | str.        | ratio       |
| ---- | -------------- | --- | ----- | ----- | ----- | ---- | ---- | ----- | ----------- | ----------- | ----------- |
| 1    | Chiny          | 9   | 3     | 3     | 0     | 9    | 0    | MAX   | 225         | 140         | 1,607       |
| 2    | Korea Północna | 6   | 3     | 2     | 1     | 6    | 5    | 1,200 | 235         | 241         | 0,975       |
| 3    | Kazachstan     | 3   | 3     | 1     | 2     | 4    | 7    | 0,571 | 232         | 248         | 0,935       |
| 4    | Indie          | 0   | 3     | 0     | 3     | 2    | 9    | 0,222 | 203         | 266         | 0,763       |

Legenda: Poz. – pozycja, Pkt – liczba punktów, M – liczba meczów, Z – mecze wygrane, P – mecze przegrane, wyg. – sety wygrane, prz. – sety przegrane, zdob. – małe punkty zdobyte, str. – małe punkty stracone

### Grupa D
- 15 września

|           |     |                  |                     |  |
| Sri Lanka | 0:3 | Korea Południowa | (9:25, 11:25, 6:25) |  |

|         |     |              |                    |  |
| Japonia | 3:0 | Turkmenistan | (25:0, 25:0, 25:0) |  |

- 16 września

|              |     |                  |                    |  |
| Turkmenistan | 0:3 | Korea Południowa | (0:25, 0:25, 0:25) |  |

|         |     |           |                     |  |
| Japonia | 3:0 | Sri Lanka | (25:9, 25:12, 25:5) |  |

- 17 września

|           |     |              |                    |  |
| Sri Lanka | 3:0 | Turkmenistan | (25:0, 25:0, 25:0) |  |

|                  |     |         |                                    |  |
| Korea Południowa | 2:3 | Japonia | (25:23, 15:25, 25:18, 23:25, 5:15) |  |

| Poz. | Reprezentacja    | Pkt | Mecze | Mecze | Mecze | Sety | Sety | Sety  | Małe punkty | Małe punkty | Małe punkty |
| Poz. | Reprezentacja    | Pkt | M     | Z     | P     | wyg. | prz. | ratio | zdob.       | str.        | ratio       |
| ---- | ---------------- | --- | ----- | ----- | ----- | ---- | ---- | ----- | ----------- | ----------- | ----------- |
| 1    | Japonia          | 8   | 3     | 3     | 0     | 9    | 2    | 4,500 | 256         | 119         | 2,151       |
| 2    | Korea Południowa | 7   | 3     | 2     | 1     | 8    | 3    | 2,667 | 243         | 132         | 1,841       |
| 3    | Sri Lanka        | 3   | 3     | 1     | 2     | 3    | 6    | 0,500 | 127         | 150         | 0,847       |
| 4    | Turkmenistan     | 0   | 3     | 0     | 3     | 0    | 9    | MIN   | 0           | 225         | MIN         |

Legenda: Poz. – pozycja, Pkt – liczba punktów, M – liczba meczów, Z – mecze wygrane, P – mecze przegrane, wyg. – sety wygrane, prz. – sety przegrane, zdob. – małe punkty zdobyte, str. – małe punkty stracone

## Faza finałowa
|  |                      |                  |           |                      |   |       |       |       |
|  | Półfinały            | Półfinały        | Półfinały |                      |   | Finał | Finał | Finał |
|  | Półfinały            | Półfinały        | Półfinały |                      |   | Finał | Finał | Finał |
|  | 22 września – Tajpej |                  |           |                      |   |       |       |       |
|  |                      |                  |           |                      |   |       |       |       |
|  | Chiny                | Chiny            | 3         |                      |   |       |       |       |
|  | Chiny                | Chiny            | 3         | 23 września – Tajpej |   |       |       |       |
|  | Korea Południowa     | Korea Południowa | 1         |                      |   |       |       |       |
|  | Korea Południowa     | Korea Południowa | 1         |                      |   | Chiny | Chiny | 3     |
|  | 22 września – Tajpej |                  |           |                      |   | Chiny | Chiny | 3     |
|  |                      |                  | Japonia   | Japonia              | 1 |       |       |       |
|  | Japonia              | Japonia          | Japonia   | Japonia              | 1 | 3     |       |       |
|  | Japonia              | Japonia          |           |                      |   |       |       |       |
|  | Tajlandia            | Tajlandia        | 2         |                      |   |       |       |       |
|  | Tajlandia            | Tajlandia        | 2         | Mecz o 3. miejsce    |   |       |       |       |
|  |                      |                  |           |                      |   |       |       |       |
|  | 23 września – Tajpej |                  |           |                      |   |       |       |       |
|  |                      |                  |           |                      |   |       |       |       |
|  | Korea Południowa     | Korea Południowa | 3         |                      |   |       |       |       |
|  | Korea Południowa     | Korea Południowa | 3         |                      |   |       |       |       |
|  | Tajlandia            | Tajlandia        | 2         |                      |   |       |       |       |
|  | Tajlandia            | Tajlandia        | 2         |                      |   |       |       |       |

### Półfinały
|  | Chiny | 3:1(25:14, 25:20, 21:25, 25:16) | Korea Południowa |  |
|  |       | 3:1(25:14, 25:20, 21:25, 25:16) |                  |  |

|  | Japonia | 3:2(25:13, 20:25, 25:18, 23:25, 15:13) | Tajlandia |  |
|  |         | 3:2(25:13, 20:25, 25:18, 23:25, 15:13) |           |  |

### Mecz o 3. miejsce
|  | Korea Południowa | 3:2(22:25, 26:24, 23:25, 27:25, 15:13) | Tajlandia |  |
|  |                  | 3:2(22:25, 26:24, 23:25, 27:25, 15:13) |           |  |

### Finał
|  | Chiny | 3:1(25:16, 25:17, 25:27, 25:17) | Japonia |  |
|  |       | 3:1(25:16, 25:17, 25:27, 25:17) |         |  |

## Klasyfikacja końcowa
| Miejsce | Zespół           |
| ------- | ---------------- |
|         | Chiny            |
|         | Japonia          |
|         | Korea Południowa |
| 4       | Tajlandia        |
| 5       | Chińskie Tajpej  |
| 6       | Korea Północna   |
| 7       | Wietnam          |
| 8       | Iran             |
| 9       | Kazachstan       |
| 10      | Australia        |
| 11      | Indie            |
| 12      | Sri Lanka        |
| 13      | Indonezja        |
| 14      | Turkmenistan     |

## Nagrody indywidualne
- MVP:  Wang Yimei
- Najlepsza punktująca:  Kim Yeon-koung
- Najlepsza atakująca:  Kim Yeon-koung
- Najlepsza blokująca:  Yang Junjing
- Najlepsza serwująca:  Yoshie Takeshita
- Najlepsza rozgrywająca:  Wei Qiuyue
- Najlepsza libero:  Nam Jie-youn